# Saint-Luc
För andra betydelser, se Saint-Luc (olika betydelser).
Saint-Luc är en kyrkobyggnad i Paris, helgad åt den helige Lukas. Kyrkan är belägen vid Rue de l'Ourcq i Paris nittonde arrondissement. Kyrkans fasad är utförd i glas och aluminium. Kyrkan konsekrerades av kardinal Jean-Marie Lustiger den 6 juni 1999.

### Webbkällor
- ”Paris, église Saint-Luc (19e arr.)”. https://www.patrimoine-histoire.fr/Patrimoine/Paris/Paris-Saint-Luc.htm. Läst 29 mars 2021.